# 靖远路街道
靖远路街道，是中华人民共和国甘肃省兰州市城关区下辖的一个乡镇级行政单位。

## 行政区划
靖远路街道下辖以下地区：
徐家湾社区、金城关社区、白塔山社区、朝阳村社区、靖远路社区、九州大道社区、九州中路社区、西李家湾社区和徐家湾村。